# Файсал Шаєсте
Файсал Шаєсте (дарі فیصل شایسته, 10 червня 1991 року; Кабул, Демократична Республіка Афганістан) — афганський і нідерландський футболіст. Грає на позиції півзахисника. З 2014 року виступає за національну збірну Афганістану і є її капітаном. З 2017 року також виступає за іранський клуб «Пайкан». Старший брат Файсала — Квайс, також є футболістом і гравцем збірної Афганістану.

## Біографія і кар'єра

### Клубна кар'єра
Файсал Шаєсте народився 10 червня 1991 року в столиці Демократичної Республіки Афганістану — Кабулі. Батько Файсала працював лікарем у Кабулі, але згодом сім'ї довелося переїхати до Нідерландів. Навчався футболу і грав у молодіжній команді нідерландського «Твенте». Пізніше грав за молодіжну команду іншого нідерландського клубу — «Херенвен».
У 2012 році почав професійну кар'єру у складі болгарського Етира, за якого зіграв 10 матчів, забив 11 голів. В 2014—2016 роках грав за тайський «Сонгкхла Юнайтед», а в 2016 року став гравцем малайзійського «Паханга». У «Паханзі» за півроку Файсал зіграв у десяти матчах та забив один гол. Але він залишив клуб і у січні 2017 року підписав контракт на півтора року з іранським клубом «Пайкан» з міста Кодс. Файсал Шаєсте став першим афганським футболістом у Про-лізі Перської затоки.

### Кар'єра у збірній
Файсал Шаясте виступав за юнацькі збірні Нідерландів U-15 та U-17. Але з 2014 року він виступає за збірну Афганістану. Перший свій матч у складі збірної він провів 13 квітня 2014 року, це був товариський матч проти збірної Киргизстану. У наступному місяці, а саме 14 травня, Файсал забиває свій перший гол за збірну. Це був товариський матч проти збірної Кувейта. Попри гол Файсала, афганці програли 2:3. Це був останній товариський команди перед участю у Кубку виклику АФК 2014 року. У груповому турнірі збірна Афганістану посіла друге місце у групі B, з двома нічиїми та одною перемогою. У переможному матчі проти команди Туркменістану Файсал забив останній, третій м'яч у ворота супротивників. Поступившись у півфіналі збірній Палестини, афганцям довелося грати у матчі за третє місце проти команди Мальдівських островів. Основний час закінчився з рахунком 1:1 і довелося бити пенальті, афганці поступилися з рахунком 7:8. Файсал був одним з двох афганських футболістів, що не змогли поцілити у ворота. 
У 2015 році він став капітаном збірної. У тому ж році команда дійшла до фіналу Кубка Футбольної Федерації Південної Азії, де поступилася збірній Індії 1:2.

## Нагороди
Срібний призер Кубка Футбольної Федерації Південної Азії: 2015
Спортсмен року Афганістану: 2016